# Предраг Раковић
Предраг Раковић (Пријевор, 10. јун 1912 — Миоковци, 15. децембар 1944) је био четнички мајор и војвода Љубићки.

## Биографија
Рођен је 1912. године. Основну школу и гимназију завршио у Чачку. За време гимназијских дана дошао у сукоб са комунистичком омладином.
По одласку у Београд, уписује Војну академију.

## Други светски рат

### Устанак у Србији
За време Априлског рата био је на службовању у жандармеријској станици у Чачку. Избегао је заробљавање и повезао се са групом пуковника Драже Михаиловића.
На Равну гору је дошао почетком јуна 1941. Ту је добио инструкције да организује Љубићки срез са поручником Радишом Чековићем. Раковић је формирао први четнички одред у Пријевору и околним селима.
По појављивању првих партизанских одреда у Љубићком срезу, Предраг Раковић води преговоре у селу Губеревцу 21. јула 1941. са партизанским представницима које је предводио Момчило-Моле Радосављевић око заједничке борбе са Немцима.
Учествовао је у борбама са партизанским одредима у освајању Чачка.

### Борбе против партизана и легализација код Недића и Немаца
По повлачењу главнине четничких снага из Србије крајем 1941, Предраг Раковић остаје са једним делом својих снага у Србији и добија овлашћење да се легализује под командом генерала Милана Недића како би прикупљао оружје од српских добровољачких јединица. Наиме, након слома устанка, а у склопу стратегије да спасе део 
снага, пуковник Михаиловић наређује легализацију четничких одреда и њихово прикључивање оружаним формацијама домаће управе. 
Љубићки четнички одред, заједно са својим 
командантом Предрагом Раковићем, пријављује се Немцима око 1. и 2. 
децембра 1941. године. Раковић се легализовао и учествовао у уништавању заосталих партизана и бивших припадника партизанских јединица, као и у њиховом изручивању Специјалној полицији, односно окупатору.
По наређењу пуковника Косте Мушицког, командант Петог добровољачког одреда, капетан Марисав Петровић је легализовао Раковићев одред 1. маја 1942. под именом Самостални четнички Љубићки одред Танаско Рајић, а седиште му је било у Чачку.
Након неуспелог атентата који је организовао Војко Чвркић на Дражу Михаиловића, поручник Раковић је изведен пред Војни Суд због небудности. Ипак је пресуда донета у његову корист и он је ослобођен кривице.
По организацији ЈВуО у Црној Гори у лето 1942, поручник Раковић је унапређен у чин капетана и дата му је улога команданта Другог Равногорског корпуса који се налазио у Србији. Убрзо потом, по указу југословенске владе у Лондону, капетан Раковић је унапређен у чин мајора и дат му је орден Карађорђеве звезде.
До пред крај 1942. године Раковић је био командант Чачанског четничког одреда, легализованог код Недића и Немаца и, по свему судећи, Раковић ће, уз одређене прекиде, до краја окупације 
одржавати контакте са Немцима.
Успоставио је контакт са немачким пуковником Фрикеом, командантом окупационих трупа у Чачку и, уз његову подршку, водио борбу против симпатизера НОП у срезовима љубићком, трнавском и жичком. Под Раковићевим обезбеђењем скривали су се и поједини виши функционери Михаиловићеве организације, међу којима су били Звонимир Вучковић, Драгиша Васић и тадашњи Михаиловићев командант Србије, потпуковник Драгослав Павловић, коме је Раковић у лето 1942. године, организовао састанак са Фрикеом у манастиру Никољу. После одлуке окупаторских власти да се разоружају легализовани четнички одреди у Србији, Раковић је успео да повуче свој одред у илегалност, а кратко време после тога Михаиловић га је поставио за команданта Другог равногорског корпуса.
И поред тога што се налазио као легализовани командант у Србији од краја 1941. до 1943. године, Немци су у лето 1943. спалили родну кућу капетана Раковића у селу Пријевору код Чачка. Његова мајка и најмлађи брат су на време успели да побегну. Исте године, Раковић је од старог Илије Бирчанина добио и титулу четничког војводе.

### Битка за Србију
Раковић је са својим одредом учествовао заједно са Немцима и Бугарима у борбама против 2. и 5. дивизије НОВЈ током њиховог продора у Србију од марта до маја 1944. Крајем априла 1944. у селу Трбушанима, Раковић, Мирослав Трифуновић и Живко Топаловић састали су се Миланом Аћимовићем и Рудолфом Штеркером, Нојбахеровим изаслаником. Четничка страна је затражила од Немаца помоћ у оружју и муницији за борбу против партизана. На основу наређења генерала Михаиловића од 27. маја 1944. формирана је, као најелитнија, Четврта група јуришних 
корпуса. Од две бригаде из Другог равногорског корпуса и једне бригаде из Првог 
равногорског корпуса формиран је Први 
јуришни корпус и стављен под Раковићеву 
команду. По образовању националног фронта против комунистичке опасности, мајор Раковић је у лето 1944. послат у Београд као пуномоћник генерала Михаиловића да координира између Михаиловића и Милана Недића ради остваривања заједничких циљева. У Београду му је за политичког саветника додељен Александар Цинцар-Марковић, министар спољних послова у влади Цветковић-Мачек. Тада је у Београду, уместо пуковника Милоша Масаловића (убијеног у атентату 8. марта 1944, управо од стране четника), на место шефа војног кабинета Милана Недића постављен предратни Михаиловићев пријатељ, генерал Миодраг Дамјановић, који се вратио из немачког заробљеништва. Тако је Михаиловић, преко Дамјановића и Раковића, искористио споразум са Недићем да би од њега, тj. од окупатора узимао оружје и муницију за потребе своје војске.
Главну улогу у том послу одиграо је лично мајор Раковић. Раковић је преко Недића и генерала Дамјановића успео да издејствује да се ЈВуО упути 10.000 пушака, 50.000 метака, 20.000 пари униформи и 100 милиона динара из Народне банке у Београду.
По одлуци Владе народног спаса да се све њене формације претопе у четничке под командом генерала Михаиловића, мајор Раковић је напустио Београд и поново се вратио у западну Србију јер је требало да се заустави партизански продор из Босне.
Раковићев комбиновани корпус се супротставио партизанској дивизији која је надирала у Србију. По уласку трупа Црвене армије у Србију крајем септембра 1944, Раковић је био притешњен око Чачка. Мајор Раковић ово није прихватио, па је покушао самостално нешто да учини. 6. октобра 1944. у сарадњи са мајорима Дујом Смиљанићем, Драгишом Пеливановићем, потпуковником Драгославом Рачићем и поручником Милутином Јевтовићем напао је Немце у Чачку, али без успеха. Ту је писао командантима Црвене армије да заједно нападну Немце, па закључио с њима споразум према којем ће сарађивати у борби против Немаца, у замену за обећање да његове јединице неће бити разоружане. Раковић и његов Други равногорски корпус сарађивали су са Црвеном армијом у заузимању Чачка. Они су заробили 339 припадника Руског заштитног корпуса и предали их Црвеној армији. Такође су помагали совјетским снагама приликом извиђања. Ускоро је пристигао контингент Југословенске добровољачке бригаде пуковника Марка Месића који је захтевао да се Раковић и његови одреди хитно ставе под заповедништво Тита. Кад је Раковић то одбио, партизани су покушали разоружати једну од његових бригада, а Совјети су му дали ултиматум да положи оружје и крене у логор у којем ће његове трупе бити реорганизиране у јединице југословенске Народноослободилачке војске Југославије. Видећи да су га Совјети изиграли, те да нема изгледа за задовољавајућу сарадњу или преговоре с њима, Раковић је наредио својим трупама да крену према Санџаку, али је он сам остао скривајући се у Србији.
У околини града га је сустигло потерно одељење КНОЈ-а, које га је прогонило, па је Раковић са све радио-станицом морао да бежи.
Задатак који је по одласку у Босну Дража Михаиловић поставио Раковићу тицао се да обезбеди повратак главнине четничких снага у западну Србију и да обавештава Врховну Команду о најновијим догађајима.
Мајор Раковић је чинио све на обједињавању преосталих четничких снага у Србију, наступајући у име Врховне команде. Почетком децембра 1944, Раковић се са радио-станицом сместио у селу Миоковци близу Чачка. У овом периоду је унапређен у чин мајора. На Светог Николу је послао последњу поруку Дражи Михаиловићу.
Дана 15. децембра 1944. у јутарњим часовима, батаљон из састава Друге пролетерске дивизије је дознао где се крије мајор Раковић и одмах је блокирао село и кућу где се Раковић са својим пратиоцима сместио.
Командант батаљона је позивао Раковића на предају.
Да не би жив пао у руке партизана, мајор Раковић је извршио самоубиство, док се његова пратња предала.
Заробљена је и радио-станица, а у торби мртвог Раковића пронађене су и шифре за радио-станицу.
Тело мајора Раковића је тога дана било изложено на пијаци у Чачку.
Мајор Предраг Раковић је био познат и као најригорознији четнички командант. Поред тога, као командант Другог равногорског корпуса због недисциплине и самовоље казнио је смртном казном потпуковника Милутина Јанковића и пуковника Јеврема Симића-Дршку.
Најмлађи брат мајора Раковића који је побегао испред Немаца 1943, Живорад Раковић догурао је до места професора Београдског универзитета, а једно време је био и народни посланик у Савезној скупштини.